# Песочный человек (мультфильм)
Песочный человек — короткометражный немой мультфильм в жанре ужасов. Мультфильм сделан на основе новеллы немецкого романтика Эрнста Теодора Амадея Гофмана. Мультфильм является кукольным и использует технику покадровой анимации. Мультфильм впервые был показан 23 октября 1991 года.

## Сюжет
Ночью женщина шьёт у камина, а маленький бледный мальчик, возможно, её сын, громко бьёт в игрушечный барабан. Часы бьют восемь часов и женщина откладывает шитье, забирает у мальчика барабан, даёт ему маленькую масляную лампу и отправляет спать. Трепетное восхождение ребёнка сопровождается всевозможными пугающими, скрипучими звуками и таинственными, неуловимыми движущимися тенями.
Поднявшись на верхний этаж, он бежит в свою спальню, запрыгивает на кровать и натягивает одеяло на голову. Однако, будучи ребёнком, он не может удержаться и смотрит на свою тёмную комнату и через окно на полумесяц, который на мгновение принимает форму головы Песочного Человека в профиль.
Тем временем на самом первом этаже дома появляется человекообразный, слегка непропорциональный и крючковатый Песочный человек. Кажется, он специализируется на том, чтобы издавать пугающие и необъяснимые звуки по ночам, и поднимается по лестнице странной шаркающей походкой. Мальчик, который слышит его приближение, то прячется под одеялом, то высовывает голову, чтобы увидеть надвигающуюся опасность, пока случайно не разбивает лампу, и шум не выдаёт его местоположение. Незваный гость в комнате мальчика откидывает дрожащее одеяло, но оказывается, что это его мать, которая забирает разбитую лампу и тихо уходит. Однако не успевает дверь закрыться, как из тени появляется Песочный человек. Он начинает преувеличенно, почти ритуально, прыгать вокруг кровати, издавая при этом тихие звуки, чтобы заставить мальчика открыть глаза. Он набирает горсть песка, чтобы бросить его в глаза мальчику. Наконец мальчик сдаётся, открывает глаза, и Песочный человек швыряет в его лицо пригоршню песка. В силуэте видно, что Песочный человек тоже что-то взял, и, очевидно, достигнув своей цели, он резко вылетает в открытое окно в ночное небо. На Луне Песочный человек приземляется в гнездо на луне, в котором находятся трое его детёнышей. Он открывает маленький чёрный мешочек и достаёт два глазных яблока. (После финальных титров видно, как маленький слепой мальчик беспомощно идёт, а затем оказывается среди большого количества детей, которые стали жертвами Песочного Человека.)

## Награды и признание
Мультфильм был номинирован на премию «Оскар» за лучший анимационный короткометражный фильм.